# Rotativisme
Le rotativisme désigne le système politique qui fut en vigueur au Portugal durant la seconde moitié du XIXe siècle. 
Il se caractérise par l'alternance au pouvoir des deux grands partis politiques libéraux du centre-droit (le Parti régénérateur) et du centre-gauche (le Parti historique ou Parti progressiste).
D'inspiration britannique, le rotativisme domine entre 1878 et 1890 : durant cette période le Parti Régénérateur, dirigé par Fontes Pereira de Melo, est au pouvoir pendant 81 mois tandis que le parti Progressiste le reste durant 69 mois. Les autres partis (le Parti Républicain et le Parti Socialiste), doivent se contenter d'une opposition systématique au régime par la voie doctrinaire sans expression parlementaire concrète.  
Les deux partis portugais réussissent quasiment sans interruption à conserver le pouvoir jusqu'en 1906, où le système s'effondre par manque de solution face à la dissidence active de João Franco. Celui-ci a pris en 1901 la tête d'un nouveau parti, le Parti régénérateur libéral, issu de la scission du Parti Régénérateur. Malgré de mauvais résultats électoraux, sans surprise dans un régime caractérisé par le caciquisme et la fraude électorale qui permet de le perpétuer, João Franco exerce une opposition virulente et a beau jeu de dénoncer la faillite du système. Cela lui permet en 1906 de former une coalition avec le Parti Progressiste (la Concentration Libérale) afin de combattre par les urnes le Parti Régénérateur qui vient d'accéder au pouvoir. Cette coalition dénonce ce principe qui fut le garant de la stabilité politique durant quelques décennies et qui est maintenant un arrangement entre deux partis pour rester au pouvoir en évitant tout contrôle parlementaire.  
La proclamation de la République au Portugal le 5 octobre 1910 et la recomposition des partis qui suit met fin à ce régime. La domination du Parti Républicain Portugais sur la courte période qui suit empêchera la constitution d'une nouvelle alternance.   